# Mobitex
Mobitex este un standard deschis (în engleză: Open Standard) după Modelul OSI pentru transmisii (comunicații) dedicate de date, conceput pentru sisteme fără fir - prin unde radio (wireless).
Având la bază o arhitectură de rețea flexibilă și robustă, el reduce semnificativ costurile de operare și întreținere. Folosind tehnici de comutație de pachete de date și o bandă îngustă de numai 12,5 kHz (printr-un canal GSM obișnuit pot fi transmise 16 astfel de canale), Mobitex folosește foarte eficient și spectrul de frecvențe disponibil. Mobitex oferă cele mai scăzute costuri de infrastructură dintre toate tehnologiile disponibile.
Flexibilitatea și soliditatea Mobitex îl fac ideal pentru aplicații de transmitere de date, această soluție devenind tot mai populară în rândul serviciilor publice și al companiilor de telecomunicații din întreaga lume. În prezent există pe glob peste 30 de rețele Mobitex publice și private, care asigură acoperire pe șase continente. În ultimii ani Mobitex a câștigat mai mulți utilizatori decât orice alt serviciu de transmisii dedicate de date în sistem wireless.